# Église Saint-Martin de Chantenay
L’église Saint-Martin de Chantenay est une église paroissiale située dans la ville de Nantes en France, plus précisément dans l’ancienne commune de Chantenay-sur-Loire et l’actuel quartier Bellevue - Chantenay - Sainte-Anne. Elle est inscrite au titre des monuments historiques depuis 1990.

## Historique
En 1756, la capacité de l'ancienne église étant insuffisante pour la population croissante, les États de Bretagne et le gouvernement du roi Louis XV de France décident de la reconstruction de l'église Saint-Martin. Son plan, réalisé par l'architecte Louis Laillaud la même année, est simple, son clocher recouvert d'un dôme d'ardoise. L'ancienne église est abattue en 1759, la nouvelle est consacrée le 17 mai 1761.
Après la guerre de Sept Ans, la paroisse de Chantenay accueille une petite colonie d'Acadiens victime de déportation, qui s'installent, à partir de 1775, jusqu'à leur embarquement à destination de la Louisiane, en 1785. Durant cette période, les fidèles acadiens fréquentent l'église Saint-Martin.
Lors de la Révolution, l'édifice est désaffectée et en partie détruite. Elle est vendue, comme bien national, à M. Moustier. Après la Restauration, en 1833, l'abbé Jean Richard charge l'architecte Louis Gilée de concevoir le plan d'une nouvelle église, sur la base de l'ancienne. L'aménagement intérieur est dû au sculpteur Guillaume Grootaërs, qui achève son œuvre en 1836. Le clocher est érigé en 1839. En 1841, l'édifice, agrandi, est achevé. L'architecte Louis Gelée lui donne son aspect actuel, respectant les normes de l'architecture néoclassique.
L'église fait l'objet d'une inscription au titre des monuments historiques le 26 mars 1990.